# 左輔 (乾隆進士)
左輔（1751年—1833年），字仲甫，一字蘅友，號杏莊，江蘇陽湖（今常州）人，祖籍安徽合肥，清朝政治人物，進士出身。

## 生平
乾隆五十八年（1793年）登癸丑科進士，授安徽南陵縣知縣，調霍丘縣。勤政愛民，因催科不力免官。嘉慶四年（1799年）起復，補合肥縣，又因緝私差役被鹽販毆斃獄牵连奪職。
不久，初彭齡為安徽巡撫，推薦左輔人才可用，仁宗亦素知其循吏之名，能得民心，故送部引見，復職，仍發往安徽，補懷寧，遷泗州知州。黄河決口，州境受災，左輔親自賑撫，人民免于流离失所。经總督百齡上疏保荐，擢潁州府知府。历擢廣東雷瓊道，遷浙江按察使、湖南布政使。嘉慶二十五年（1820年）擢湖南巡撫。道光三年（1823年）召來京，以原品休致。道光十三年（1833年）卒於家。《清史稿》有传。